# Syllepte kenrickalis
Syllepte kenrickalis là một loài bướm đêm trong họ Crambidae.